# Destineer
Destineer était une société américaine couvrant une société de holding, un éditeur de jeux vidéo et un développeur de jeux vidéo basé à Minnetonka au Minnesota. La société est fondée par Peter Tamte, ancien vice-président exécutif de Bungie, en 2001. Elle développe des jeux vidéo et porte également des jeux de Windows vers MacOS sous un certain nombre de marques différentes, y compris MacSoft et Bold Games,.
En mai 2011, la société ferme ses portes en silence, ainsi que toutes ses divisions et filiales.

## Filiales
- MacSoft : le 30 janvier 2003, Infogrames Inc annonce avoir vendu MacSoft à Destineer[4].
- Atomic Games : le 6 mai 2005, Destineer annonce l'acquisition d'Atomic Games[5].
- Bold Games : un label de publication pour les jeux vidéo Windows portés sur MacOS. La marque cesse de publier des jeux MacOS à la suite de l'acquisition de MacSoft[6].

## Jeux publiés
- Age of Empires II
- Age of Empires III
- Candy Factory
- Cate West: The Vanishing Files
- Close Combat: First to Fight
- Fullmetal Alchemist Trading Card Game
- Fullmetal Alchemist: Dual Sympathy
- Giana Sisters DS
- Indianapolis 500 Legends
- Iron Chef America: Supreme Cuisine
- John Deere: American Farmer
- Links Championship Edition
- Little Red Riding Hood's Zombie BBQ
- Master of Orion III
- Neverwinter Nights
- Red Orchestra: Ostfront 41-45
- Starship Troopers
- Stoked
- Summer Sports: Paradise Island
- Sword of the Stars
- Taito Legends
- Taito Legends 2
- Taito Legends Power-Up
- Tropico
- Unreal Tournament 2003
- Unreal Tournament 2004
- We Wish You a Merry ChristmasWe Wish You a Merry Christmas
- Wings Over Europe
- Wings Over Vietnam
- WordJong DS
- WWII Aces